# Červený Hrádok
Červený Hrádok (in ungherese Barsvörösvár) è un comune della Slovacchia facente parte del distretto di Zlaté Moravce, nella regione di Nitra.